# Geórgios Leonardópoulos
Geórgios Leonardópoulos (grec moderne : Γεώργιος Λεοναρδόπουλος ; 1867–1936) était un général de division de l'armée grecque ayant combattu lors de la guerre gréco-turque de 1897, des guerres balkaniques, de la Première Guerre mondiale et de la guerre gréco-turque de 1919-1922. Il dirigea également une tentative de coup d'État avortée en 1923.

## Biographie
Il est né à Corinthe en 1867 et a rejoint l'Académie militaire hellénique en 1884, obtenant son diplôme de sous-lieutenant du génie en 1889. Il a rapidement acquis une réputation en tant qu'officier compétent et assidu. Il a combattu lors de la guerre gréco-turque de 1897 et, après sa promotion au grade de lieutenant, a été nommé professeur d'architecture à l'académie militaire de 1902 à 1907.

### Guerres balkaniques
Pendant la première guerre balkanique de 1912-1913, il a commandé une compagnie de pose de ponts et a été blessé au combat. Par la suite, il a été affecté au quartier général en tant que directeur du génie. Pendant la deuxième guerre balkanique contre la Bulgarie, il a servi en tant que chef du génie dans la 3e division d'infanterie. Après la fin de la guerre, il a participé à la commission qui a tracé la frontière entre la Grèce et le royaume de Serbie.

### Première Guerre mondiale
Leonardópoulos a ensuite été nommé chef d'état-major de la 8e division d'infanterie de 1915 à 1916, avant de rejoindre le Gouvernement provisoire de la Défense nationale d'Eleftherios Venizelos en septembre 1916. Il a été nommé chef d'état-major du corps d'armée de la Défense nationale, puis chef du bureau du personnel au ministère des Affaires militaires du gouvernement provisoire. Après la réunification du pays sous la direction de Venizelos en juin 1917, il est devenu vice-chef d'état-major général.

### Thrace et Asie Mineure
En 1918, il a été nommé commandant de la 9e division d'infanterie, qu'il a dirigée lors de l'occupation de la Thrace occidentale et de la Thrace orientale contre les forces turques de Cafer Tayyar en juillet 1920. Il a ensuite été nommé commandant de la 10e division d'infanterie, qu'il a dirigée lors de la Deuxième bataille d'İnönü en mars 1921.
Par la suite, il a été nommé commandant de la nouvelle division indépendante, qu'il a dirigée en tant que formation de réserve lors de la bataille de Sakarya en 1921. Il est tombé malade et a été rapatrié en Grèce.

### Révolution de 1922 et tentative de coup d'État
Après la défaite grecque en Asie Mineure en août 1922, il a rejoint la révolution du 11 septembre 1922 et a été nommé commandant du IVe corps d'armée, puis du Ve corps d'armée.
En octobre 1923, cependant, il a changé d'avis et, avec Panagiotis Gargalidis, a dirigé une tentative de coup d'État avortée avec des officiers pro-royalistes. Défait et capturé, il a été condamné à mort par le tribunal militaire. Les peines des condamnés pour cette affaire ont été commuées, et Leonardópoulos a été amnistié après quelques mois, mais exclu de l'armée.
En 1935, avec le rétablissement de la monarchie, il a été réhabilité et son grade a été rétabli. Il est décédé en 1936.